# Henryk Albera
Henryk Nikodem Albera (ur. 13 lipca 1939 roku w Staszowie, zm. 17 listopada 2013 roku w Bielawie) – polski samorządowiec, były naczelnik Miasta i Gminy Staszów (1986–1990) i burmistrz Miasta i Gminy Staszów (1990–2002).

## Życiorys
W latach 1961–1967 pracował w Prezydium Powiatowej Rady Narodowej w Staszowie. W latach 1967–1973 był dyrektorem przedsiębiorstwa gospodarki komunalnej w Staszowie. Następnie, do 1986 roku był prezesem zarządu Spółdzielni Pracy Branży Skórzanej (ASKO). W 1986 roku został Naczelnikiem Miasta i Gminy Staszów. W 1990 roku został wybrany burmistrzem Miasta i Gminy Staszów. Funkcję tę pełnił do 2002 roku, przez trzy kolejne kadencje. 
Od 2006 roku był prezesem Staszowskiego Towarzystwa Kulturalnego.
Został pochowany na cmentarzu w Staszowie. 

## Ordery i odznaczenia
- Krzyż Kawalerski Orderu Odrodzenia Polski (1998)[4]
- Złoty Krzyż Zasługi[1]
- Brązowy Krzyż Zasługi[1]
- Odznaka Zasłużonego dla Miasta [Staszowa][1].